# Echinanthera cephalomaculata
Echinanthera cephalomaculata — вид змій родини полозових (Colubridae). Ендемік Бразилії.

## Поширення і екологія
Echinanthera cephalomaculata відомі за типовим зразком, зібраним в заповіднику Педра-Тальяда, в муніципалітеті Кебрангулу в штаті Алагоас, на кордоні зі штатом Пернамбуку. Вони живуть у вологих рівнинних атлантичних лісах.

## Збереження
МСОП класифікує цей вид як такий, що перебуває на межі зникнення. Echinanthera cephalomaculata загрожує знищення природного середовища.